# Reveal (album R.E.M.)
Reveal – dwunasty studyjny album amerykańskiej grupy muzycznej R.E.M.

## Lista utworów
1. "The Lifting" – 4:39
2. "I've Been High" – 3:25
3. "All the Way to Reno (You're Gonna Be a Star)" – 4:43
4. "She Just Wants to Be" – 5:22
5. "Disappear" – 4:11
6. "Saturn Return" – 4:55
7. "Beat a Drum" – 4:21
8. "Imitation of Life" – 3:57
9. "Summer Turns to High" – 3:31
10. "Chorus and the Ring" – 4:31
11. "I'll Take the Rain" – 5:51
12. "Beachball" – 4:14